# 蝮亚科
蝮亚科（学名：Crotalinae）是蝰蛇科的一个亚科，统称蝮蛇，其主要特征是在眼与鼻孔之间具颊窝。除少數為卵生外，絕大部分品種爲卵胎生。下含18属。

## 分佈
中低海拔樹林樹腐葉裡及近水邊潮溼地，常於樹根部及石塊邊盤成一團，人往往因休息坐於樹石被咬；在台灣稱為百步蛇，中國稱為七步蛇、五步蛇。

## 食性
食量大，食性廣，以鳥為主食，兼食蛙、鼠、蜥蜴、和小型无毒蛇，如游蛇科的成員和裸鱗蛇、針尾蛇和盲蛇等。

## 性格
性格较温顺，攻击性比眼镜蛇低，但比蝰亚科的成员攻击性高。毒牙较長，属于原始和进步之间的蝰蛇科成员。

## 分類
- 蝮蛇屬 Agkistrodon（Palisot de Beauvois，1799）
- 跳蝮屬 Atropoides（Werman，1992）
- 棕櫚蝮屬 Bothriechis（Peters，1859）
- 森蝮屬 Bothriopsis（Peters，1861）
- 矛頭蝮屬 Bothrops（Wagler，1824）
- 紅口蝮屬 Calloselasma（Cope，1860）
- 山蝮屬 Cerrophidion（Campbell & Lamar，1992）
- 響尾蛇屬 Crotalus（Linnaeus，1758）
- 尖吻蝮屬 Deinagkistrodon（Gloyd，1979）
- 亞洲蝮屬 Gloydius（Hoge & Romano-Hoge，1981）
- 瘤鼻蝮屬 Hypnale（Fitzinger，1843）
- 巨蝮屬 Lachesis（Daudin，1803）
- 墨西哥角蝮屬 Ophryachus（Cope，1887）
- 烙鐵頭屬 Ovophis（Burger，1981）
- 豬鼻蝮屬 Porthidium（Cope，1871）
- 侏儒響尾蛇屬 Sistrurus（Garman，1883）
- 竹葉青屬 Trimeresurus（Lacépède，1804）
- 黑綠烙鐵頭屬 Tropidolaemus（ Wagler，1830 ）
- 原矛头蝮属 Protobothrops （Alphonse Richard Hoge，1983 ）
- 莽山烙鐵頭屬 （Zhaoermi，1990 ）